# Ovingdean
Ovingdean est un village situé à l'est de Brighton et Hove dans le Sussex de l'Est.

## Historique
On y trouve une église datant du XIe siècle, St Wulfran's Church.
Ovingdean a été absorbé par le borough de Brighton en 1928, et fait partie à présent administrativement de la ville de Brighton et Hove.

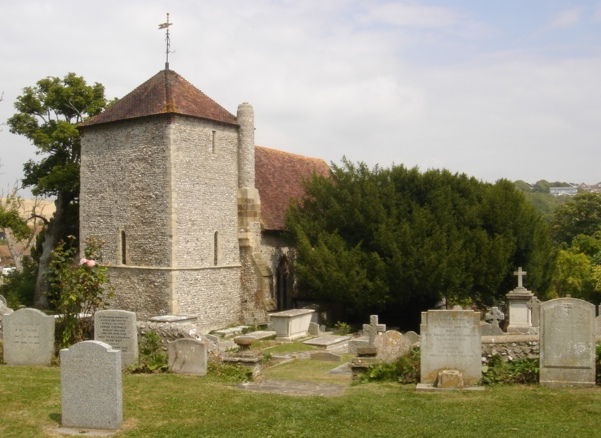
St Wulfran's Church